# Steve Thull
Steve Thull (Esch-sur-Alzette, 23 aprile 1967) è un generale lussemburghese, capo di stato maggiore dell'esercito dal 2020.

## Biografia
È stato addestrato come allievo ufficiale presso l'Accademia militare reale di Bruxelles dal 1987 al 1991. Dopo aver completato l'addestramento è entrato come tenente nell'esercito del Lussemburgo il 1º ottobre 1991. Successivamente, ha partecipato all'operazione IFOR della NATO in Bosnia ed Erzegovina nel 1997 e all'operazione EUFOR in Ciad e nella Repubblica Centrafricana nel 2008. Durante la sua vita militare, ha prestato servizio come ufficiale del personale e vice comandante presso il Comando militare. Ha servito anche come comandante di plotone mortai, comandante di plotone anticarro e comandante di plotone esploratori all'inizio della sua carriera nelle forze armate. Il 29 settembre 2020 è diventato capo di stato maggiore dell'Esercito lussemburghese ed è stato promosso generale.